# Republika Zielonego Przylądka na Letnich Igrzyskach Paraolimpijskich 2008
Republikę Zielonego Przylądka na Letnich Igrzyskach Paraolimpijskich 2008 w Pekinie reprezentowała jedna lekkoatletka. Był to drugi start reprezentacji tego kraju na igrzyskach paraolimpijskich (po występie w 2004 roku).

## Wyniki

### Lekkoatletyka
| Zawodniczka       | Konkurencja            | Finał    | Finał   | Źródło |
| Zawodniczka       | Konkurencja            | Rezultat | Miejsce | Źródło |
| ----------------- | ---------------------- | -------- | ------- | ------ |
| Artimiza Sequeira | pchnięcie kulą F42–F46 | 5,61 m   | 9       | [ 2 ]  |
| Artimiza Sequeira | rzut dyskiem F42–F46   | 17,83 m  | 8       | [ 3 ]  |
| Artimiza Sequeira | rzut oszczepem F42–F46 | DNF      | DNF     | [ 4 ]  |